# CLEC6A
CLEC6A (англ. C-type lectin domain containing 6A) – білок, який кодується однойменним геном, розташованим у людей на 12-й хромосомі. Довжина поліпептидного ланцюга білка становить 209 амінокислот, а молекулярна маса — 23 998.
| 10         |  | 20         |  | 30         |  | 40         |  | 50         |
| ---------- |  | ---------- |  | ---------- |  | ---------- |  | ---------- |
| MMQEQQPQST |  | EKRGWLSLRL |  | WSVAGISIAL |  | LSACFIVSCV |  | VTYHFTYGET |
| GKRLSELHSY |  | HSSLTCFSEG |  | TKVPAWGCCP |  | ASWKSFGSSC |  | YFISSEEKVW |
| SKSEQNCVEM |  | GAHLVVFNTE |  | AEQNFIVQQL |  | NESFSYFLGL |  | SDPQGNNNWQ |
| WIDKTPYEKN |  | VRFWHLGEPN |  | HSAEQCASIV |  | FWKPTGWGWN |  | DVICETRRNS |
| ICEMNKIYL  |  |            |  |            |  |            |  |            |

A: Аланін

C: Цистеїн

D: Аспарагінова кислота

E: Глутамінова кислота

F: Фенілаланін

G: Гліцин

H: Гістидин

I: Ізолейцин

K: Лізин

L: Лейцин

M: Метіонін

N: Аспарагін

P: Пролін

Q: Глутамін

R: Аргінін

S: Серин

T: Треонін

V: Валін

W: Триптофан

Задіяний у таких біологічних процесах, як адаптивний імунітет, імунітет, вроджений імунітет, альтернативний сплайсинг. 
Білок має сайт для зв'язування з лектинами. 
Локалізований у мембрані.